# Serie A Silver 2023-2024 (pallamano maschile)
La Serie A Silver 2023-2024 è stata la 54ª edizione del torneo di seconda divisione del campionato italiano di pallamano maschile, svoltasi dal 23 settembre 2023 al 25 maggio 2024.
Camerano e Chiaravalle sono state promosse in Serie A Gold per la prima volta nella loro storia, dopo aver vinto i playoff promozione in finale rispettivamente contro Molteno e Cologne.
Condannate alla retrocessione Teramo e CUS Palermo, la prima direttamente al termine della regular season mentre la seconda nella serie playout contro Verdeazzurro.

## Avvenimenti
Il 30 giugno a seguito del Consiglio Federale, vengono ufficializzate le compagini che prendono parte al campionato: a sostituire il Torri, rinunciatario, e la Pallamano Trieste, ripescata in A Gold, saranno le compagini del Teramo e del Verdeazzurro Sassari.
Il 28 luglio viene pubblicato il calendario 2023-24. L'inizio della regular season è il 23 settembre, il termine il 20 aprile 2023. Dal 27 aprile al 25 maggio sono previsti due turni di playoff promozione, mentre dal 18 al 25 maggio un turno di playout retrocessione. Le gare sono previste il sabato pomeriggio.

## Formula del torneo

### Stagione regolare
Il campionato si svolge tra 12 squadre che si affrontarono con la formula del girone unico all'italiana con partite di andata e ritorno.
Per ogni incontro i punti assegnati in classifica sono così determinati:
- due punti per la squadra che vinca l'incontro;
- un punto per il pareggio;
- zero punti per la squadra che perda l'incontro.

Al termine della stagione regolare le prime otto classificate si qualificano per i playoff promozione.
Le squadre classificate al 10º e al l'11º si qualificano per i playout retrocessione. 
La squadra classificata al 12º posto viene retrocessa.
La squadra del Campus Italia non partecipa in ogni caso ai play-off promozione, ai play-out retrocessione né retrocede, e viene automaticamente inquadrata direttamente in A Silver 
2024/25.

### Playoff promozione
Le squadre classificate dal 1° all’8º posto al termine della fase regolare partecipano ai play-off 
promozione, che si disputano con la formula ad eliminazione diretta di quarti di finale e semifinali 
al meglio di due gare su tre (la terza gara si disputa nel caso le prime due siano terminate con una 
vittoria per parte o con due pareggi, a prescindere dai risultati dei singoli incontri). 
La seconda e terza gara nei quarti di finale e semifinali si disputano in casa della squadra meglio 
classificata al termine della fase regolare.
Le squadre vincenti le semifinali si classificano al 1º posto ex aequo e vengono promosse in Serie 
A Gold maschile nella stagione successiva.

### Playout retrocessione
Le squadre classificate al 10º e 11º posto al termine della fase regolare partecipano ai play-out 
retrocessione, che si disputano con la formula ad eliminazione diretta al meglio di due gare su tre.

### Verdetti
Al termine del campionato a seconda dei risultati ottenuti, vengono emessi i seguenti verdetti:
- Vincitrici dei playoff: promosse in Serie A Gold
- perdente dei playout: retrocede in A Bronze;
- ultima classificata: retrocede in A Bronze.

## Squadre partecipanti
| Squadra       | Città                      | Allenatore                                       | Palasport               | Stagione precedente       |
| ------------- | -------------------------- | ------------------------------------------------ | ----------------------- | ------------------------- |
| Camerano      | Camerano (AN)              | Davide Campana                                   | Palasport "D. Principi" | 3º posto in Serie A2/B    |
| Campus Italia | Chieti                     | Danilo Gagliardi (1ª-7ª) Riccardo Trillini (8ª-) | Centro Tecnico Federale | 12º posto in Serie A Gold |
| Chiaravalle   | Chiaravalle (AN)           | Andrea Guidotti                                  | Palasport Via Firenze   | 5º posto in Serie A2/B    |
| Cologne       | Cologne (BS)               | Adnan Hozić                                      | PalaDante               | 6º posto in Serie A2/A    |
| CUS Palermo   | Palermo                    | Ignazio Aragona                                  | PalaCUS                 | 4º posto in Serie A2/C    |
| Haenna        | Enna                       | Mario Gulino                                     | Pala Enna Bassa         | 2º posto in Serie A2/C    |
| Lanzara       | Castel San Giorgio (SA)    | Pasquale Maione                                  | PalaPalumbo             | 1º posto in Serie A2/C    |
| Molteno       | Molteno (LC)               | Branko Dumnić (1ª-11ª) Danilo Gagliardi (12ª-)   | Pala San Giorgio        | 3º posto in Serie A2/A    |
| Romagna       | Faenza (RA)                | Miguel Ángel Moriana                             | PalaCattani PalaCavina  | 14º posto in Serie A Gold |
| San Lazzaro   | San Lazzaro di Savena (BO) | Andrea Fabbri                                    | PalaYuri                | 2º posto in Serie A2/B    |
| Teramo        | Teramo                     | Settimio Massotti                                | Pala San Nicolò         | 13º posto in Serie A2/B   |
| Verdeazzurro  | Sassari                    | Patrizia Canu                                    | PalaSantoru             | 6º posto in Serie A2/B    |

## Risultati

### Regular season
| Andata       | Andata | 1ª/12ª giornata        | Ritorno | Ritorno    |
|              |        |                        |         |            |
| 23 settembre | 33-30  | Haenna - CUS Palermo   | 32-30   | 20 gennaio |
| 23 settembre | 23-23  | Verdeazzurro - Romagna | 23-28   | 20 gennaio |
| 23 settembre | 26-27  | Molteno- Camerano      | 25-26   | 20 gennaio |
| 23 settembre | 24-28  | Teramo - Lanzara       | 14-25   | 20 gennaio |
| 23 settembre | 28-20  | Chiaravalle - Campus   | 30-26   | 20 gennaio |
| 23 settembre | 32-24  | San Lazzaro - Cologne  | 30-27   | 20 gennaio |

| Andata       | Andata | 2ª/13ª giornata            | Ritorno | Ritorno    |
|              |        |                            |         |            |
| 30 settembre | 34-27  | Lanzara - Haenna           | 21-26   | 27 gennaio |
| 30 settembre | 24-23  | Cologne - Molteno          | 30-31   | 27 gennaio |
| 30 settembre | 22-31  | Campus - San Lazzaro       | 30-34   | 27 gennaio |
| 30 settembre | 25-25  | Romagna - Chiaravalle      | 26-29   | 27 gennaio |
| 30 settembre | 30-29  | CUS Palermo - Verdeazzurro | 27-31   | 27 gennaio |
| 30 settembre | 29-17  | Camerano - Teramo          | 35-21   | 27 gennaio |

| Andata    | Andata | 3ª/14ª giornata           | Ritorno | Ritorno     |
|           |        |                           |         |             |
| 7 ottobre | 30-29  | Verdeazzurro - Haenna     | 22-28   | 10 febbraio |
| 7 ottobre | 30-26  | Molteno - Campus          | 36-23   | 10 febbraio |
| 7 ottobre | 21-30  | Teramo - Cologne          | 18-29   | 10 febbraio |
| 7 ottobre | 33-28  | Chiaravalle - CUS Palermo | 0-5     | 10 febbraio |
| 7 ottobre | 25-25  | San Lazzaro - Romagna     | 25-21   | 10 febbraio |
| 7 ottobre | 28-27  | Camerano - Lanzara        | 24-20   | 10 febbraio |

| Andata     | Andata | 4ª/15ª giornata           | Ritorno | Ritorno     |
|            |        |                           |         |             |
| 14 ottobre | 34-35  | Lanzara - Verdeazzurro    | 27-22   | 17 febbraio |
| 14 ottobre | 25-24  | Haenna - Chiaravalle      | 27-26   | 17 febbraio |
| 14 ottobre | 24-28  | Cologne - Camerano        | 28-29   | 17 febbraio |
| 18 ott.    | 36-32  | Campus - Teramo           | 29-19   | 17 febbraio |
| 14 ottobre | 31-29  | Romagna - Molteno         | 24-31   | 17 febbraio |
| 14 ottobre | 26-30  | CUS Palermo - San Lazzaro | 13-30   | 17 febbraio |

| Andata     | Andata | 5ª/16ª giornata            | Ritorno | Ritorno     |
|            |        |                            |         |             |
| 21 ottobre | 28-27  | Cologne - Lanzara          | 25-27   | 24 febbraio |
| 21 ottobre | 35-31  | Molteno - CUS Palermo      | 30-25   | 24 febbraio |
| 21 ottobre | 23-32  | Teramo - Romagna           | 19-35   | 24 febbraio |
| 21 ottobre | 30-17  | Chiaravalle - Verdeazzurro | 32-25   | 24 febbraio |
| 21 ottobre | 32-26  | San Lazzaro - Haenna       | 19-25   | 24 febbraio |
| 21 ottobre | 31-26  | Camerano - Campus          | 33-30   | 24 febbraio |

| Andata      | Andata | 6ª/17ª giornata            | Ritorno | Ritorno |
|             |        |                            |         |         |
| 11 novembre | 30-34  | Lanzara - Chiaravalle      | 25-22   | 2 marzo |
| 11 novembre | 25-30  | Haenna - Molteno           | 36-36   | 2 marzo |
| 11 novembre | 27-31  | Verdeazzurro - San Lazzaro | 28-38   | 2 marzo |
| 11 novembre | 28-39  | Campus - Cologne           | 34-33   | 2 marzo |
| 11 novembre | 27-27  | Romagna - Camerano         | 21-26   | 2 marzo |
| 11 novembre | 32-24  | CUS Palermo - Teramo       | 27-28   | 2 marzo |

| Andata      | Andata | 7ª/18ª giornata           | Ritorno | Ritorno |
|             |        |                           |         |         |
| 18 novembre | 37-32  | Cologne - Romagna         | 19-23   | 9 marzo |
| 18 novembre | 34-22  | Molteno - Verdeazzurro    | 32-26   | 9 marzo |
| 18 novembre | 37-41  | Campus - Lanzara          | 23-26   | 9 marzo |
| 18 novembre | 25-24  | Teramo - Haenna           | 19-31   | 9 marzo |
| 18 novembre | 21-22  | San Lazzaro - Chiaravalle | 18-21   | 9 marzo |
| 18 novembre | 40-27  | Camerano - CUS Palermo    | 28-25   | 9 marzo |

| Andata      | Andata | 8ª/19ª giornata       | Ritorno | Ritorno  |
|             |        |                       |         |          |
| 25 novembre | 28-17  | Lanzara - San Lazzaro | 20-28   | 23 marzo |
| 25 novembre | 27-24  | Haenna - Camerano     | 24-32   | 23 marzo |
| 25 novembre | 26-20  | Verdeazzurro - Teramo | 28-28   | 23 marzo |
| 25 novembre | 34-25  | Romagna - Campus      | 31-21   | 23 marzo |
| 25 novembre | 29-29  | Chiaravalle - Molteno | 29-27   | 23 marzo |
| 25 novembre | 29-39  | CUS Palermo - Cologne | 27-33   | 23 marzo |

| Andata     | Andata | 9ª/20ª giornata         | Ritorno | Ritorno  |
|            |        |                         |         |          |
| 2 dicembre | 29-29  | Cologne - Haenna        | 31-27   | 6 aprile |
| 2 dicembre | 28-29  | Molteno - San Lazzaro   | 26-29   | 6 aprile |
| 2 dicembre | 33-32  | Campus - CUS Palermo    | 28-35   | 6 aprile |
| 2 dicembre | 26-21  | Romanga - Lanzara       | 22-19   | 6 aprile |
| 2 dicembre | 20-31  | Teramo - Chiaravalle    | 23-28   | 6 aprile |
| 2 dicembre | 36-22  | Camerano - Verdeazzurro | 26-27   | 6 aprile |

| Andata     | Andata | 10ª/21ª giornata       | Ritorno | Ritorno   |
|            |        |                        |         |           |
| 9 dicembre | 33-29  | Haenna - Campus        | 31-43   | 13 aprile |
| 9 dicembre | 32-32  | Verdeazzurro - Cologne | 29-37   | 13 aprile |
| 9 dicembre | 32-25  | Molteno - Lanzara      | 27-25   | 13 aprile |
| 9 dicembre | 26-33  | Chiaravalle - Camerano | 17-20   | 13 aprile |
| 9 dicembre | 27-28  | CUS Palermo - Romagna  | 28-34   | 13 aprile |
| 9 dicembre | 30-20  | San Lazzaro - Teramo   | 26-31   | 13 aprile |

| Andata      | Andata | 11ª/22ª giornata       | Ritorno | Ritorno   |
|             |        |                        |         |           |
| 16 dicembre | 31-26  | Lanzara - CUS Palermo  | 21-32   | 20 aprile |
| 16 dicembre | 35-23  | Cologne - Chiaravalle  | 29-29   | 20 aprile |
| 16 dicembre | 26-35  | Campus - Verdeazzurro  | 31-31   | 20 aprile |
| 16 dicembre | 25-21  | Romagna - Haenna       | 24-32   | 20 aprile |
| 16 dicembre | 0-5    | Teramo - Molteno       | 26-37   | 20 aprile |
| 16 dicembre | 28-23  | Camerano - San Lazzaro | 33-27   | 20 aprile |

## Classifica
|  | Pos. | Squadra       | Pt | G  | V  | N | S  | GF  | GS  | D    |
|  | ---- | ------------- | -- | -- | -- | - | -- | --- | --- | ---- |
|  | 1.   | Camerano      | 39 | 22 | 19 | 1 | 2  | 643 | 537 | +106 |
|  | 2.   | Chiaravalle   | 29 | 22 | 13 | 3 | 6  | 569 | 533 | +36  |
|  | 3.   | San Lazzaro   | 29 | 22 | 14 | 1 | 7  | 605 | 551 | +54  |
|  | 4.   | Molteno       | 28 | 22 | 13 | 2 | 7  | 639 | 588 | +71  |
|  | 5.   | Romagna       | 28 | 22 | 12 | 4 | 6  | 597 | 555 | +42  |
|  | 6.   | Cologne       | 25 | 22 | 11 | 3 | 8  | 662 | 608 | +54  |
|  | 7.   | Haenna        | 22 | 22 | 10 | 2 | 10 | 617 | 616 | +1   |
|  | 8.   | Lanzara       | 20 | 22 | 10 | 0 | 12 | 582 | 579 | +3   |
|  | 9.   | Verdeazzurro  | 16 | 22 | 6  | 4 | 12 | 586 | 655 | -69  |
|  | 10.  | Campus Italia | 11 | 22 | 5  | 1 | 16 | 626 | 705 | -79  |
|  | 11.  | CUS Palermo   | 10 | 22 | 5  | 0 | 17 | 592 | 650 | -58  |
|  | 12.  | Teramo        | 7  | 22 | 3  | 1 | 18 | 488 | 627 | -161 |

Legenda:
      Ammessi ai play-off promozione;
      Ammessi ai play-out retrocessione;
      Retrocessa in Serie A Bronze.
Note:
Il Campus Italia è da considerare fuori classifica, in quanto già iscritta alla Serie A Silver 2024-25.

## Spareggi

### Playoff

#### Tabellone 1
|  | Semifinali | Semifinali | Semifinali | Semifinali | Semifinali |  |  | Finale     | Finale     | Finale     | Finale | Finale |  |
|  |            |            |            |            |            |  |  |            |            |            |        |        |  |
|  | 1 Camerano | 1 Camerano | 1 Camerano | 26         | 39         |  |  |            |            |            |        |        |  |
|  | 8 Lanzara  | 8 Lanzara  | 8 Lanzara  | 22         | 18         |  |  | 1 Camerano | 1 Camerano | 1 Camerano | 33     | 33     |  |
|  | 4 Molteno  | 4 Molteno  | 4 Molteno  | 26         | 33         |  |  | 4 Molteno  | 4 Molteno  | 4 Molteno  | 28     | 28     |  |
|  | 5 Romagna  | 5 Romagna  | 5 Romagna  | 21         | 21         |  |  |            |            |            |        |        |  |

##### Semifinali
| Arbitri: | Falvo Ganucci |

|         |           |         |
| Arena 5 | Marcatori | Laera 8 |

| Arbitri: | Anastasio Zappaterreno |

|             |           |          |
| Boschetto 8 | Marcatori | Florio 4 |

| Arbitri: | Vasile Tempone |

|          |           |            |
| Rotaru 6 | Marcatori | Redaelli 9 |

| Arbitri: | Corioni Zancanella |

|            |           |           |
| Bonanomi 8 | Marcatori | Lamarca 7 |

#### Finale
| Arbitri: | Bocchieri Schiavone |

|              |           |         |
| De Angelis 7 | Marcatori | Laera 8 |

| Arbitri: | Simone Monitillo |

|                |           |           |
| Adamo, Laera 7 | Marcatori | Garroni 6 |

#### Tabellone 2
|  | Semifinali    | Semifinali    | Semifinali    | Semifinali | Semifinali |  |  | Finale        | Finale        | Finale | Finale | Finale |  |
|  |               |               |               |            |            |  |  |               |               |        |        |        |  |
|  | 2 Chiaravalle | 2 Chiaravalle | 18            | 30         | 23         |  |  |               |               |        |        |        |  |
|  | 7 Haenna      | 7 Haenna      | 27            | 24         | 22         |  |  | 2 Chiaravalle | 2 Chiaravalle | 30     | 34     | 28     |  |
|  | 3 San Lazzaro | 3 San Lazzaro | 3 San Lazzaro | 24         | 27         |  |  | 6 Cologne     | 6 Cologne     | 37     | 33     | 23     |  |
|  | 6 Cologne     | 6 Cologne     | 6 Cologne     | 30         | 30         |  |  |               |               |        |        |        |  |

##### Semifinali
| Arbitri: | Anastasio Zappaterreno |

|           |           |                 |
| Guggino 7 | Marcatori | Santinelli G. 4 |

| Arbitri: | Fato Guarini |

|             |           |           |
| Morettin 11 | Marcatori | Guggino 5 |

| Arbitri: | Kurti Lazzari |

|            |           |                    |
| Morettin 5 | Marcatori | Caruso, Russello 6 |

| Arbitri: | Bassan Bernardelle |

|                 |           |                |
| Gorela, Soldi 8 | Marcatori | Garau, Mathà 4 |

| Arbitri: | Nguyen Stilo |

|           |           |             |
| Dallari 6 | Marcatori | Mombelli 10 |

#### Finale
| Arbitri: | Fato Guarini |

|          |           |            |
| Gorela 9 | Marcatori | Castillo 8 |

| Arbitri: | Cardone C. Cardone L. |

|             |           |          |
| Morettin 11 | Marcatori | Gorela 9 |

| Arbitri: | Simone Monitillo |

|                      |           |         |
| Castillo, Guerrero 6 | Marcatori | Soldi 6 |

### Playout
| Verdeazzurro | CUS Palermo | 32-26 |       |       |     |
| Verdeazzurro | CUS Palermo | 32-26 | 26-29 | 28-25 | 2-1 |

#### Finale
| Arbitri: | Carrino Pellegrino |

|           |           |         |
| Aragona 8 | Marcatori | Idili 8 |

| Arbitri: | Vasile Tempone |

|          |           |          |
| Bianco 8 | Marcatori | Artale 8 |

| Arbitri: | Kurti Lazzari |

|                |           |           |
| De San Roque 6 | Marcatori | Artale 11 |

## Statistiche

### Squadre

#### Capoliste solitarie
|    | —— | ——       | ——       | ——       | —— | ——       | ——       | ——       | ——       | ——       | ——       | ——       | ——       | ——       | ——       | ——       | ——       | ——       | ——       | ——       | ——       | —— |  |
|    |    | Camerano | Camerano | Camerano |    | Camerano | Camerano | Camerano | Camerano | Camerano | Camerano | Camerano | Camerano | Camerano | Camerano | Camerano | Camerano | Camerano | Camerano | Camerano | Camerano |    |  |
|    |    |          |          |          |    |          |          |          |          |          |          |          |          |          |          |          |          |          |          |          |          |    |  |
|    |    |          |          |          |    |          |          |          |          |          |          |          |          |          |          |          |          |          |          |          |          |    |  |
| 1ª | 2ª | 3ª       | 4ª       | 5ª       | 6ª | 7ª       | 8ª       | 9ª       | 10ª      | 11ª      | 12ª      | 13ª      | 14ª      | 15ª      | 16ª      | 17ª      | 18ª      | 19ª      | 20ª      | 21ª      | 22ª      |    |  |

#### Classifica in divenire
|                        | 1ª | 2ª | 3ª | 4ª | 5ª | 6ª | 7ª | 8ª | 9ª | 10ª | 11ª | 12ª | 13ª | 14ª | 15ª | 17ª | 16ª | 18ª | 19ª | 20ª | 21ª | 22ª |
| ---------------------- | -- | -- | -- | -- | -- | -- | -- | -- | -- | --- | --- | --- | --- | --- | --- | --- | --- | --- | --- | --- | --- | --- |
| Camerano               | 2  | 4  | 6  | 8  | 10 | 11 | 13 | 13 | 15 | 17  | 19  | 21  | 23  | 25  | 27  | 29  | 31  | 33  | 35  | 35  | 37  | 39  |
| Campus Italia          | 0  | 0  | 0  | 2  | 2  | 2  | 2  | 2  | 4  | 4   | 4   | 4   | 4   | 4   | 6   | 6   | 8   | 8   | 8   | 8   | 10  | 11  |
| Publiesse Chiaravalle  | 2  | 3  | 5  | 5  | 7  | 9  | 11 | 12 | 14 | 14  | 14  | 16  | 18  | 18  | 20  | 22  | 22  | 24  | 26  | 28  | 28  | 29  |
| Metelli Cologne        | 0  | 2  | 4  | 4  | 6  | 8  | 10 | 12 | 13 | 14  | 16  | 16  | 16  | 18  | 18  | 18  | 18  | 18  | 20  | 22  | 24  | 25  |
| Re Borbone CUS Palermo | 0  | 2  | 2  | 2  | 2  | 4  | 4  | 4  | 4  | 4   | 4   | 4   | 4   | 6   | 6   | 6   | 6   | 6   | 6   | 8   | 8   | 10  |
| Orlando Haenna         | 2  | 2  | 2  | 4  | 4  | 4  | 4  | 6  | 7  | 9   | 9   | 11  | 13  | 15  | 15  | 17  | 18  | 20  | 20  | 20  | 20  | 22  |
| Genea Lanzara          | 2  | 4  | 4  | 4  | 4  | 4  | 6  | 8  | 8  | 8   | 10  | 12  | 12  | 12  | 14  | 16  | 18  | 20  | 20  | 20  | 20  | 20  |
| Molteno                | 0  | 0  | 2  | 2  | 4  | 6  | 8  | 9  | 9  | 11  | 13  | 13  | 15  | 17  | 19  | 21  | 22  | 24  | 24  | 24  | 26  | 28  |
| Romagna                | 1  | 2  | 3  | 5  | 7  | 8  | 8  | 10 | 12 | 14  | 16  | 18  | 18  | 18  | 18  | 20  | 20  | 22  | 24  | 26  | 28  | 28  |
| Tecnocem San Lazzaro   | 2  | 4  | 5  | 7  | 9  | 11 | 11 | 11 | 13 | 15  | 15  | 17  | 19  | 21  | 23  | 23  | 25  | 25  | 27  | 29  | 29  | 29  |
| Teramo                 | 0  | 0  | 0  | 0  | 0  | 0  | 2  | 2  | 2  | 2   | 2   | 2   | 2   | 2   | 2   | 2   | 4   | 4   | 5   | 5   | 7   | 7   |
| Verdeazzurro           | 1  | 1  | 3  | 5  | 5  | 5  | 5  | 7  | 7  | 8   | 10  | 10  | 12  | 12  | 12  | 12  | 12  | 12  | 13  | 15  | 15  | 16  |

NOTA: l'asterisco indica che l'incontro è stato rinviato o sospeso ed è presente sia in corrispondenza del turno rinviato sia in corrispondenza del turno immediatamente successivo al recupero: esso serve a segnalare che, nella stessa giornata successiva al recupero, la formazione vincente dispone di un punteggio maggiore. L'asterisco non compare con la squadra che esce sconfitta dal recupero (né in corrispondenza del rinvio, né per il recupero stesso), invece è da usare con entrambe le squadre se il recupero termina con un pareggio: in caso di pareggio o vittoria nella partita del recupero, può comportare un incremento potenziale "anomalo" (cioè superiore ai 2 punti) nella giornata seguente dove il punteggio terrà conto di entrambe le partite (quella recuperata nel turno precedente e quella regolarmente giocata nel turno successivo: pareggio-pareggio = 2 punti; pareggio-vittoria o vittoria-pareggio = 3 punti; vittoria-vittoria = 4 punti).

#### Classifiche rendimento

##### Rendimento andata-ritorno
| Andata       | Andata | Ritorno      | Ritorno |
|              |        |              |         |
| Camerano     | 19     | Camerano     | 20      |
| Romagna      | 16     | Molteno      | 15      |
| Cologne      | 16     | Chiaravalle  | 15      |
| San Lazzaro  | 15     | San Lazzaro  | 14      |
| Chiaravalle  | 14     | Haenna       | 13      |
| Molteno      | 13     | Romagna      | 12      |
| Lanzara      | 10     | Lanzara      | 10      |
| Verdeazzurro | 10     | Cologne      | 9       |
| Haenna       | 9      | Campus       | 7       |
| CUS Palermo  | 4      | Verdeazzurro | 6       |
| Campus       | 4      | CUS Palermo  | 6       |
| Teramo       | 2      | Teramo       | 5       |

##### Rendimento casa-trasferta
| Casa        | Casa | Trasferta    | Trasferta |
|             |      |              |           |
| Camerano    | 22   | Camerano     | 17        |
| Romagna     | 18   | Chiaravalle  | 13        |
| Haenna      | 18   | Molteno      | 13        |
| San Lazzaro | 17   | San Lazzaro  | 12        |
| Chiaravalle | 16   | Romagna      | 10        |
| Cologne     | 15   | Cologne      | 10        |
| Molteno     | 15   | Lanzara      | 8         |
| Lanzara     | 12   | Verdeazzurro | 4         |
| Verdazzurro | 12   | Haenna       | 4         |
| CUS Palermo | 10   | Campus       | 3         |
| Campus      | 8    | Teramo       | 1         |
| Teramo      | 6    | CUS Palermo  | 0         |

#### Primati stagionali
Squadre
- Maggior numero di vittorie: Camerano (19)
- Maggior numero di pareggi: Romagna, Verdeazzurro (4)
- Maggior numero di sconfitte: Teramo (18)
- Minor numero di vittorie: Teramo (2)
- Minor numero di pareggi: Lanzara, Campus, CUS Palermo (0)
- Minor numero di sconfitte: Camerano (2)
- Miglior attacco: Cologne (662 gol fatti)
- Peggior attacco: Teramo (488 gol fatti)
- Miglior difesa: Chiaravalle (533 gol subiti)
- Peggior difesa: Campus Italia (705 gol subiti)
- Miglior differenza reti: Camerano (+106)
- Peggior differenza reti: Teramo (-161)
- Miglior serie positiva: Camerano (11, 9ª-19ª giornata)
- Peggior serie negativa: Teramo (9, 8ª-16ª giornata)

Partite
- Più gol: Campus Italia-Lanzara 37-41 (78, 7ª giornata)
- Meno gol: Camerano-Chiaravalle 20-17 (37, 21ª giornata)
- Maggior scarto di gol: San Lazzaro-CUS Palermo 30-13 (17, 15ª giornata)
- Maggior numero di reti in una giornata: 362 (7ª giornata)

### Giocatori

#### Classifica marcatori
| Gol |  |  | Giocatore          | Squadra      |
| --- |  |  | ------------------ | ------------ |
| 172 |  |  | Vincenzo Laera     | Camerano     |
| 168 |  |  | Alessandro Aragona | CUS Palermo  |
| 166 |  |  | Tomás Bernachea    | Molteno      |
| 151 |  |  | Luigi Bianco       | Verdeazzurro |
| 145 |  |  | Christian Guggino  | Haenna       |
| 129 |  |  | Luigi Arena        | Lanzara      |
| 129 |  |  | Alessandro Murri   | Teramo       |
| 115 |  |  | Giorgio Adamo      | Camerano     |
| 114 |  |  | Javier Lamarca     | Romagna      |
| 113 |  |  | Alessandro Florio  | Lanzara      |
| 111 |  |  | Alex Castillo      | Chiaravalle  |